# Juan de Hinojosa Ferrer
Juan de Hinojosa Ferrer (1886 - Madrid, 6 de desembre de 1955) fou un acadèmic i jurista espanyol, membre de la Reial Acadèmia de Ciències Morals i Polítiques.

## Biografia
Era fill d'Eduardo de Hinojosa y Naveros, acadèmic com ell i antic governador civil de Barcelona. Llicenciat en dret, va treure les oposicions de jutge i fou nomenat titular del Jutjat de Primera Instància i Instrucció de Saragossa. S'hi interessà en el dret aragonès i col·laborà en la fundació del Consell d'Estudis de Dret Aragonès.
Especialitzat en dret privat, el 1944 fou nomenat magistrat de la Sala Primera del Tribunal Suprem d'Espanya i vocal del Tribunal de Responsabilitats Polítiques. El 23 de juliol de 1943 també fou nomenat president del Consell Superior de Protecció de Menors. En 1953 fou escollit acadèmic de la Reial Acadèmia de Ciències Morals i Polítiques. Fou condecorat amb la gran creu de l'Orde del Mèrit Civil i de l'Orde de Sant Ramon de Penyafort.

## Obres
- Análisis de la belleza en algunas figuras del Quijote (1905)
- El catolicismo en la actual literatura francesa (1909)
- Concepto de los derechos adquiridos y de los intereses creados (1919)
- El contrato de trabajo (1932)
- En el mundo de las almas
- Hacia la luz (novel·la, 1910)
- El enjuiciamiento en el derecho del trabajo (1933)